# Kamenca nad Ložicami
Kamenca nad Ložicami je naselje v občini Kanal, ki je bilo ustanovljeno leta 2006 z odcepitvijo od naselja Anhovo.